# Ming mang
|   | a | b | c | d | e | f | g | h |   |
| 8 | a8 vit cirkel · b8 svart cirkel · c8 svart cirkel · d8 svart cirkel · e8 svart cirkel · f8 svart cirkel · g8 svart cirkel · h8 svart cirkel · a7 vit cirkel · h7 svart cirkel · a6 vit cirkel · h6 svart cirkel · a5 vit cirkel · h5 svart cirkel · a4 vit cirkel · h4 svart cirkel · a3 vit cirkel · h3 svart cirkel · a2 vit cirkel · h2 svart cirkel · a1 vit cirkel · b1 vit cirkel · c1 vit cirkel · d1 vit cirkel · e1 vit cirkel · f1 vit cirkel · g1 vit cirkel · h1 svart cirkel | a8 vit cirkel · b8 svart cirkel · c8 svart cirkel · d8 svart cirkel · e8 svart cirkel · f8 svart cirkel · g8 svart cirkel · h8 svart cirkel · a7 vit cirkel · h7 svart cirkel · a6 vit cirkel · h6 svart cirkel · a5 vit cirkel · h5 svart cirkel · a4 vit cirkel · h4 svart cirkel · a3 vit cirkel · h3 svart cirkel · a2 vit cirkel · h2 svart cirkel · a1 vit cirkel · b1 vit cirkel · c1 vit cirkel · d1 vit cirkel · e1 vit cirkel · f1 vit cirkel · g1 vit cirkel · h1 svart cirkel | a8 vit cirkel · b8 svart cirkel · c8 svart cirkel · d8 svart cirkel · e8 svart cirkel · f8 svart cirkel · g8 svart cirkel · h8 svart cirkel · a7 vit cirkel · h7 svart cirkel · a6 vit cirkel · h6 svart cirkel · a5 vit cirkel · h5 svart cirkel · a4 vit cirkel · h4 svart cirkel · a3 vit cirkel · h3 svart cirkel · a2 vit cirkel · h2 svart cirkel · a1 vit cirkel · b1 vit cirkel · c1 vit cirkel · d1 vit cirkel · e1 vit cirkel · f1 vit cirkel · g1 vit cirkel · h1 svart cirkel | a8 vit cirkel · b8 svart cirkel · c8 svart cirkel · d8 svart cirkel · e8 svart cirkel · f8 svart cirkel · g8 svart cirkel · h8 svart cirkel · a7 vit cirkel · h7 svart cirkel · a6 vit cirkel · h6 svart cirkel · a5 vit cirkel · h5 svart cirkel · a4 vit cirkel · h4 svart cirkel · a3 vit cirkel · h3 svart cirkel · a2 vit cirkel · h2 svart cirkel · a1 vit cirkel · b1 vit cirkel · c1 vit cirkel · d1 vit cirkel · e1 vit cirkel · f1 vit cirkel · g1 vit cirkel · h1 svart cirkel | a8 vit cirkel · b8 svart cirkel · c8 svart cirkel · d8 svart cirkel · e8 svart cirkel · f8 svart cirkel · g8 svart cirkel · h8 svart cirkel · a7 vit cirkel · h7 svart cirkel · a6 vit cirkel · h6 svart cirkel · a5 vit cirkel · h5 svart cirkel · a4 vit cirkel · h4 svart cirkel · a3 vit cirkel · h3 svart cirkel · a2 vit cirkel · h2 svart cirkel · a1 vit cirkel · b1 vit cirkel · c1 vit cirkel · d1 vit cirkel · e1 vit cirkel · f1 vit cirkel · g1 vit cirkel · h1 svart cirkel | a8 vit cirkel · b8 svart cirkel · c8 svart cirkel · d8 svart cirkel · e8 svart cirkel · f8 svart cirkel · g8 svart cirkel · h8 svart cirkel · a7 vit cirkel · h7 svart cirkel · a6 vit cirkel · h6 svart cirkel · a5 vit cirkel · h5 svart cirkel · a4 vit cirkel · h4 svart cirkel · a3 vit cirkel · h3 svart cirkel · a2 vit cirkel · h2 svart cirkel · a1 vit cirkel · b1 vit cirkel · c1 vit cirkel · d1 vit cirkel · e1 vit cirkel · f1 vit cirkel · g1 vit cirkel · h1 svart cirkel | a8 vit cirkel · b8 svart cirkel · c8 svart cirkel · d8 svart cirkel · e8 svart cirkel · f8 svart cirkel · g8 svart cirkel · h8 svart cirkel · a7 vit cirkel · h7 svart cirkel · a6 vit cirkel · h6 svart cirkel · a5 vit cirkel · h5 svart cirkel · a4 vit cirkel · h4 svart cirkel · a3 vit cirkel · h3 svart cirkel · a2 vit cirkel · h2 svart cirkel · a1 vit cirkel · b1 vit cirkel · c1 vit cirkel · d1 vit cirkel · e1 vit cirkel · f1 vit cirkel · g1 vit cirkel · h1 svart cirkel | a8 vit cirkel · b8 svart cirkel · c8 svart cirkel · d8 svart cirkel · e8 svart cirkel · f8 svart cirkel · g8 svart cirkel · h8 svart cirkel · a7 vit cirkel · h7 svart cirkel · a6 vit cirkel · h6 svart cirkel · a5 vit cirkel · h5 svart cirkel · a4 vit cirkel · h4 svart cirkel · a3 vit cirkel · h3 svart cirkel · a2 vit cirkel · h2 svart cirkel · a1 vit cirkel · b1 vit cirkel · c1 vit cirkel · d1 vit cirkel · e1 vit cirkel · f1 vit cirkel · g1 vit cirkel · h1 svart cirkel | 8 |
| 7 | a8 vit cirkel · b8 svart cirkel · c8 svart cirkel · d8 svart cirkel · e8 svart cirkel · f8 svart cirkel · g8 svart cirkel · h8 svart cirkel · a7 vit cirkel · h7 svart cirkel · a6 vit cirkel · h6 svart cirkel · a5 vit cirkel · h5 svart cirkel · a4 vit cirkel · h4 svart cirkel · a3 vit cirkel · h3 svart cirkel · a2 vit cirkel · h2 svart cirkel · a1 vit cirkel · b1 vit cirkel · c1 vit cirkel · d1 vit cirkel · e1 vit cirkel · f1 vit cirkel · g1 vit cirkel · h1 svart cirkel | a8 vit cirkel · b8 svart cirkel · c8 svart cirkel · d8 svart cirkel · e8 svart cirkel · f8 svart cirkel · g8 svart cirkel · h8 svart cirkel · a7 vit cirkel · h7 svart cirkel · a6 vit cirkel · h6 svart cirkel · a5 vit cirkel · h5 svart cirkel · a4 vit cirkel · h4 svart cirkel · a3 vit cirkel · h3 svart cirkel · a2 vit cirkel · h2 svart cirkel · a1 vit cirkel · b1 vit cirkel · c1 vit cirkel · d1 vit cirkel · e1 vit cirkel · f1 vit cirkel · g1 vit cirkel · h1 svart cirkel | a8 vit cirkel · b8 svart cirkel · c8 svart cirkel · d8 svart cirkel · e8 svart cirkel · f8 svart cirkel · g8 svart cirkel · h8 svart cirkel · a7 vit cirkel · h7 svart cirkel · a6 vit cirkel · h6 svart cirkel · a5 vit cirkel · h5 svart cirkel · a4 vit cirkel · h4 svart cirkel · a3 vit cirkel · h3 svart cirkel · a2 vit cirkel · h2 svart cirkel · a1 vit cirkel · b1 vit cirkel · c1 vit cirkel · d1 vit cirkel · e1 vit cirkel · f1 vit cirkel · g1 vit cirkel · h1 svart cirkel | a8 vit cirkel · b8 svart cirkel · c8 svart cirkel · d8 svart cirkel · e8 svart cirkel · f8 svart cirkel · g8 svart cirkel · h8 svart cirkel · a7 vit cirkel · h7 svart cirkel · a6 vit cirkel · h6 svart cirkel · a5 vit cirkel · h5 svart cirkel · a4 vit cirkel · h4 svart cirkel · a3 vit cirkel · h3 svart cirkel · a2 vit cirkel · h2 svart cirkel · a1 vit cirkel · b1 vit cirkel · c1 vit cirkel · d1 vit cirkel · e1 vit cirkel · f1 vit cirkel · g1 vit cirkel · h1 svart cirkel | a8 vit cirkel · b8 svart cirkel · c8 svart cirkel · d8 svart cirkel · e8 svart cirkel · f8 svart cirkel · g8 svart cirkel · h8 svart cirkel · a7 vit cirkel · h7 svart cirkel · a6 vit cirkel · h6 svart cirkel · a5 vit cirkel · h5 svart cirkel · a4 vit cirkel · h4 svart cirkel · a3 vit cirkel · h3 svart cirkel · a2 vit cirkel · h2 svart cirkel · a1 vit cirkel · b1 vit cirkel · c1 vit cirkel · d1 vit cirkel · e1 vit cirkel · f1 vit cirkel · g1 vit cirkel · h1 svart cirkel | a8 vit cirkel · b8 svart cirkel · c8 svart cirkel · d8 svart cirkel · e8 svart cirkel · f8 svart cirkel · g8 svart cirkel · h8 svart cirkel · a7 vit cirkel · h7 svart cirkel · a6 vit cirkel · h6 svart cirkel · a5 vit cirkel · h5 svart cirkel · a4 vit cirkel · h4 svart cirkel · a3 vit cirkel · h3 svart cirkel · a2 vit cirkel · h2 svart cirkel · a1 vit cirkel · b1 vit cirkel · c1 vit cirkel · d1 vit cirkel · e1 vit cirkel · f1 vit cirkel · g1 vit cirkel · h1 svart cirkel | a8 vit cirkel · b8 svart cirkel · c8 svart cirkel · d8 svart cirkel · e8 svart cirkel · f8 svart cirkel · g8 svart cirkel · h8 svart cirkel · a7 vit cirkel · h7 svart cirkel · a6 vit cirkel · h6 svart cirkel · a5 vit cirkel · h5 svart cirkel · a4 vit cirkel · h4 svart cirkel · a3 vit cirkel · h3 svart cirkel · a2 vit cirkel · h2 svart cirkel · a1 vit cirkel · b1 vit cirkel · c1 vit cirkel · d1 vit cirkel · e1 vit cirkel · f1 vit cirkel · g1 vit cirkel · h1 svart cirkel | a8 vit cirkel · b8 svart cirkel · c8 svart cirkel · d8 svart cirkel · e8 svart cirkel · f8 svart cirkel · g8 svart cirkel · h8 svart cirkel · a7 vit cirkel · h7 svart cirkel · a6 vit cirkel · h6 svart cirkel · a5 vit cirkel · h5 svart cirkel · a4 vit cirkel · h4 svart cirkel · a3 vit cirkel · h3 svart cirkel · a2 vit cirkel · h2 svart cirkel · a1 vit cirkel · b1 vit cirkel · c1 vit cirkel · d1 vit cirkel · e1 vit cirkel · f1 vit cirkel · g1 vit cirkel · h1 svart cirkel | 7 |
| 6 | a8 vit cirkel · b8 svart cirkel · c8 svart cirkel · d8 svart cirkel · e8 svart cirkel · f8 svart cirkel · g8 svart cirkel · h8 svart cirkel · a7 vit cirkel · h7 svart cirkel · a6 vit cirkel · h6 svart cirkel · a5 vit cirkel · h5 svart cirkel · a4 vit cirkel · h4 svart cirkel · a3 vit cirkel · h3 svart cirkel · a2 vit cirkel · h2 svart cirkel · a1 vit cirkel · b1 vit cirkel · c1 vit cirkel · d1 vit cirkel · e1 vit cirkel · f1 vit cirkel · g1 vit cirkel · h1 svart cirkel | a8 vit cirkel · b8 svart cirkel · c8 svart cirkel · d8 svart cirkel · e8 svart cirkel · f8 svart cirkel · g8 svart cirkel · h8 svart cirkel · a7 vit cirkel · h7 svart cirkel · a6 vit cirkel · h6 svart cirkel · a5 vit cirkel · h5 svart cirkel · a4 vit cirkel · h4 svart cirkel · a3 vit cirkel · h3 svart cirkel · a2 vit cirkel · h2 svart cirkel · a1 vit cirkel · b1 vit cirkel · c1 vit cirkel · d1 vit cirkel · e1 vit cirkel · f1 vit cirkel · g1 vit cirkel · h1 svart cirkel | a8 vit cirkel · b8 svart cirkel · c8 svart cirkel · d8 svart cirkel · e8 svart cirkel · f8 svart cirkel · g8 svart cirkel · h8 svart cirkel · a7 vit cirkel · h7 svart cirkel · a6 vit cirkel · h6 svart cirkel · a5 vit cirkel · h5 svart cirkel · a4 vit cirkel · h4 svart cirkel · a3 vit cirkel · h3 svart cirkel · a2 vit cirkel · h2 svart cirkel · a1 vit cirkel · b1 vit cirkel · c1 vit cirkel · d1 vit cirkel · e1 vit cirkel · f1 vit cirkel · g1 vit cirkel · h1 svart cirkel | a8 vit cirkel · b8 svart cirkel · c8 svart cirkel · d8 svart cirkel · e8 svart cirkel · f8 svart cirkel · g8 svart cirkel · h8 svart cirkel · a7 vit cirkel · h7 svart cirkel · a6 vit cirkel · h6 svart cirkel · a5 vit cirkel · h5 svart cirkel · a4 vit cirkel · h4 svart cirkel · a3 vit cirkel · h3 svart cirkel · a2 vit cirkel · h2 svart cirkel · a1 vit cirkel · b1 vit cirkel · c1 vit cirkel · d1 vit cirkel · e1 vit cirkel · f1 vit cirkel · g1 vit cirkel · h1 svart cirkel | a8 vit cirkel · b8 svart cirkel · c8 svart cirkel · d8 svart cirkel · e8 svart cirkel · f8 svart cirkel · g8 svart cirkel · h8 svart cirkel · a7 vit cirkel · h7 svart cirkel · a6 vit cirkel · h6 svart cirkel · a5 vit cirkel · h5 svart cirkel · a4 vit cirkel · h4 svart cirkel · a3 vit cirkel · h3 svart cirkel · a2 vit cirkel · h2 svart cirkel · a1 vit cirkel · b1 vit cirkel · c1 vit cirkel · d1 vit cirkel · e1 vit cirkel · f1 vit cirkel · g1 vit cirkel · h1 svart cirkel | a8 vit cirkel · b8 svart cirkel · c8 svart cirkel · d8 svart cirkel · e8 svart cirkel · f8 svart cirkel · g8 svart cirkel · h8 svart cirkel · a7 vit cirkel · h7 svart cirkel · a6 vit cirkel · h6 svart cirkel · a5 vit cirkel · h5 svart cirkel · a4 vit cirkel · h4 svart cirkel · a3 vit cirkel · h3 svart cirkel · a2 vit cirkel · h2 svart cirkel · a1 vit cirkel · b1 vit cirkel · c1 vit cirkel · d1 vit cirkel · e1 vit cirkel · f1 vit cirkel · g1 vit cirkel · h1 svart cirkel | a8 vit cirkel · b8 svart cirkel · c8 svart cirkel · d8 svart cirkel · e8 svart cirkel · f8 svart cirkel · g8 svart cirkel · h8 svart cirkel · a7 vit cirkel · h7 svart cirkel · a6 vit cirkel · h6 svart cirkel · a5 vit cirkel · h5 svart cirkel · a4 vit cirkel · h4 svart cirkel · a3 vit cirkel · h3 svart cirkel · a2 vit cirkel · h2 svart cirkel · a1 vit cirkel · b1 vit cirkel · c1 vit cirkel · d1 vit cirkel · e1 vit cirkel · f1 vit cirkel · g1 vit cirkel · h1 svart cirkel | a8 vit cirkel · b8 svart cirkel · c8 svart cirkel · d8 svart cirkel · e8 svart cirkel · f8 svart cirkel · g8 svart cirkel · h8 svart cirkel · a7 vit cirkel · h7 svart cirkel · a6 vit cirkel · h6 svart cirkel · a5 vit cirkel · h5 svart cirkel · a4 vit cirkel · h4 svart cirkel · a3 vit cirkel · h3 svart cirkel · a2 vit cirkel · h2 svart cirkel · a1 vit cirkel · b1 vit cirkel · c1 vit cirkel · d1 vit cirkel · e1 vit cirkel · f1 vit cirkel · g1 vit cirkel · h1 svart cirkel | 6 |
| 5 | a8 vit cirkel · b8 svart cirkel · c8 svart cirkel · d8 svart cirkel · e8 svart cirkel · f8 svart cirkel · g8 svart cirkel · h8 svart cirkel · a7 vit cirkel · h7 svart cirkel · a6 vit cirkel · h6 svart cirkel · a5 vit cirkel · h5 svart cirkel · a4 vit cirkel · h4 svart cirkel · a3 vit cirkel · h3 svart cirkel · a2 vit cirkel · h2 svart cirkel · a1 vit cirkel · b1 vit cirkel · c1 vit cirkel · d1 vit cirkel · e1 vit cirkel · f1 vit cirkel · g1 vit cirkel · h1 svart cirkel | a8 vit cirkel · b8 svart cirkel · c8 svart cirkel · d8 svart cirkel · e8 svart cirkel · f8 svart cirkel · g8 svart cirkel · h8 svart cirkel · a7 vit cirkel · h7 svart cirkel · a6 vit cirkel · h6 svart cirkel · a5 vit cirkel · h5 svart cirkel · a4 vit cirkel · h4 svart cirkel · a3 vit cirkel · h3 svart cirkel · a2 vit cirkel · h2 svart cirkel · a1 vit cirkel · b1 vit cirkel · c1 vit cirkel · d1 vit cirkel · e1 vit cirkel · f1 vit cirkel · g1 vit cirkel · h1 svart cirkel | a8 vit cirkel · b8 svart cirkel · c8 svart cirkel · d8 svart cirkel · e8 svart cirkel · f8 svart cirkel · g8 svart cirkel · h8 svart cirkel · a7 vit cirkel · h7 svart cirkel · a6 vit cirkel · h6 svart cirkel · a5 vit cirkel · h5 svart cirkel · a4 vit cirkel · h4 svart cirkel · a3 vit cirkel · h3 svart cirkel · a2 vit cirkel · h2 svart cirkel · a1 vit cirkel · b1 vit cirkel · c1 vit cirkel · d1 vit cirkel · e1 vit cirkel · f1 vit cirkel · g1 vit cirkel · h1 svart cirkel | a8 vit cirkel · b8 svart cirkel · c8 svart cirkel · d8 svart cirkel · e8 svart cirkel · f8 svart cirkel · g8 svart cirkel · h8 svart cirkel · a7 vit cirkel · h7 svart cirkel · a6 vit cirkel · h6 svart cirkel · a5 vit cirkel · h5 svart cirkel · a4 vit cirkel · h4 svart cirkel · a3 vit cirkel · h3 svart cirkel · a2 vit cirkel · h2 svart cirkel · a1 vit cirkel · b1 vit cirkel · c1 vit cirkel · d1 vit cirkel · e1 vit cirkel · f1 vit cirkel · g1 vit cirkel · h1 svart cirkel | a8 vit cirkel · b8 svart cirkel · c8 svart cirkel · d8 svart cirkel · e8 svart cirkel · f8 svart cirkel · g8 svart cirkel · h8 svart cirkel · a7 vit cirkel · h7 svart cirkel · a6 vit cirkel · h6 svart cirkel · a5 vit cirkel · h5 svart cirkel · a4 vit cirkel · h4 svart cirkel · a3 vit cirkel · h3 svart cirkel · a2 vit cirkel · h2 svart cirkel · a1 vit cirkel · b1 vit cirkel · c1 vit cirkel · d1 vit cirkel · e1 vit cirkel · f1 vit cirkel · g1 vit cirkel · h1 svart cirkel | a8 vit cirkel · b8 svart cirkel · c8 svart cirkel · d8 svart cirkel · e8 svart cirkel · f8 svart cirkel · g8 svart cirkel · h8 svart cirkel · a7 vit cirkel · h7 svart cirkel · a6 vit cirkel · h6 svart cirkel · a5 vit cirkel · h5 svart cirkel · a4 vit cirkel · h4 svart cirkel · a3 vit cirkel · h3 svart cirkel · a2 vit cirkel · h2 svart cirkel · a1 vit cirkel · b1 vit cirkel · c1 vit cirkel · d1 vit cirkel · e1 vit cirkel · f1 vit cirkel · g1 vit cirkel · h1 svart cirkel | a8 vit cirkel · b8 svart cirkel · c8 svart cirkel · d8 svart cirkel · e8 svart cirkel · f8 svart cirkel · g8 svart cirkel · h8 svart cirkel · a7 vit cirkel · h7 svart cirkel · a6 vit cirkel · h6 svart cirkel · a5 vit cirkel · h5 svart cirkel · a4 vit cirkel · h4 svart cirkel · a3 vit cirkel · h3 svart cirkel · a2 vit cirkel · h2 svart cirkel · a1 vit cirkel · b1 vit cirkel · c1 vit cirkel · d1 vit cirkel · e1 vit cirkel · f1 vit cirkel · g1 vit cirkel · h1 svart cirkel | a8 vit cirkel · b8 svart cirkel · c8 svart cirkel · d8 svart cirkel · e8 svart cirkel · f8 svart cirkel · g8 svart cirkel · h8 svart cirkel · a7 vit cirkel · h7 svart cirkel · a6 vit cirkel · h6 svart cirkel · a5 vit cirkel · h5 svart cirkel · a4 vit cirkel · h4 svart cirkel · a3 vit cirkel · h3 svart cirkel · a2 vit cirkel · h2 svart cirkel · a1 vit cirkel · b1 vit cirkel · c1 vit cirkel · d1 vit cirkel · e1 vit cirkel · f1 vit cirkel · g1 vit cirkel · h1 svart cirkel | 5 |
| 4 | a8 vit cirkel · b8 svart cirkel · c8 svart cirkel · d8 svart cirkel · e8 svart cirkel · f8 svart cirkel · g8 svart cirkel · h8 svart cirkel · a7 vit cirkel · h7 svart cirkel · a6 vit cirkel · h6 svart cirkel · a5 vit cirkel · h5 svart cirkel · a4 vit cirkel · h4 svart cirkel · a3 vit cirkel · h3 svart cirkel · a2 vit cirkel · h2 svart cirkel · a1 vit cirkel · b1 vit cirkel · c1 vit cirkel · d1 vit cirkel · e1 vit cirkel · f1 vit cirkel · g1 vit cirkel · h1 svart cirkel | a8 vit cirkel · b8 svart cirkel · c8 svart cirkel · d8 svart cirkel · e8 svart cirkel · f8 svart cirkel · g8 svart cirkel · h8 svart cirkel · a7 vit cirkel · h7 svart cirkel · a6 vit cirkel · h6 svart cirkel · a5 vit cirkel · h5 svart cirkel · a4 vit cirkel · h4 svart cirkel · a3 vit cirkel · h3 svart cirkel · a2 vit cirkel · h2 svart cirkel · a1 vit cirkel · b1 vit cirkel · c1 vit cirkel · d1 vit cirkel · e1 vit cirkel · f1 vit cirkel · g1 vit cirkel · h1 svart cirkel | a8 vit cirkel · b8 svart cirkel · c8 svart cirkel · d8 svart cirkel · e8 svart cirkel · f8 svart cirkel · g8 svart cirkel · h8 svart cirkel · a7 vit cirkel · h7 svart cirkel · a6 vit cirkel · h6 svart cirkel · a5 vit cirkel · h5 svart cirkel · a4 vit cirkel · h4 svart cirkel · a3 vit cirkel · h3 svart cirkel · a2 vit cirkel · h2 svart cirkel · a1 vit cirkel · b1 vit cirkel · c1 vit cirkel · d1 vit cirkel · e1 vit cirkel · f1 vit cirkel · g1 vit cirkel · h1 svart cirkel | a8 vit cirkel · b8 svart cirkel · c8 svart cirkel · d8 svart cirkel · e8 svart cirkel · f8 svart cirkel · g8 svart cirkel · h8 svart cirkel · a7 vit cirkel · h7 svart cirkel · a6 vit cirkel · h6 svart cirkel · a5 vit cirkel · h5 svart cirkel · a4 vit cirkel · h4 svart cirkel · a3 vit cirkel · h3 svart cirkel · a2 vit cirkel · h2 svart cirkel · a1 vit cirkel · b1 vit cirkel · c1 vit cirkel · d1 vit cirkel · e1 vit cirkel · f1 vit cirkel · g1 vit cirkel · h1 svart cirkel | a8 vit cirkel · b8 svart cirkel · c8 svart cirkel · d8 svart cirkel · e8 svart cirkel · f8 svart cirkel · g8 svart cirkel · h8 svart cirkel · a7 vit cirkel · h7 svart cirkel · a6 vit cirkel · h6 svart cirkel · a5 vit cirkel · h5 svart cirkel · a4 vit cirkel · h4 svart cirkel · a3 vit cirkel · h3 svart cirkel · a2 vit cirkel · h2 svart cirkel · a1 vit cirkel · b1 vit cirkel · c1 vit cirkel · d1 vit cirkel · e1 vit cirkel · f1 vit cirkel · g1 vit cirkel · h1 svart cirkel | a8 vit cirkel · b8 svart cirkel · c8 svart cirkel · d8 svart cirkel · e8 svart cirkel · f8 svart cirkel · g8 svart cirkel · h8 svart cirkel · a7 vit cirkel · h7 svart cirkel · a6 vit cirkel · h6 svart cirkel · a5 vit cirkel · h5 svart cirkel · a4 vit cirkel · h4 svart cirkel · a3 vit cirkel · h3 svart cirkel · a2 vit cirkel · h2 svart cirkel · a1 vit cirkel · b1 vit cirkel · c1 vit cirkel · d1 vit cirkel · e1 vit cirkel · f1 vit cirkel · g1 vit cirkel · h1 svart cirkel | a8 vit cirkel · b8 svart cirkel · c8 svart cirkel · d8 svart cirkel · e8 svart cirkel · f8 svart cirkel · g8 svart cirkel · h8 svart cirkel · a7 vit cirkel · h7 svart cirkel · a6 vit cirkel · h6 svart cirkel · a5 vit cirkel · h5 svart cirkel · a4 vit cirkel · h4 svart cirkel · a3 vit cirkel · h3 svart cirkel · a2 vit cirkel · h2 svart cirkel · a1 vit cirkel · b1 vit cirkel · c1 vit cirkel · d1 vit cirkel · e1 vit cirkel · f1 vit cirkel · g1 vit cirkel · h1 svart cirkel | a8 vit cirkel · b8 svart cirkel · c8 svart cirkel · d8 svart cirkel · e8 svart cirkel · f8 svart cirkel · g8 svart cirkel · h8 svart cirkel · a7 vit cirkel · h7 svart cirkel · a6 vit cirkel · h6 svart cirkel · a5 vit cirkel · h5 svart cirkel · a4 vit cirkel · h4 svart cirkel · a3 vit cirkel · h3 svart cirkel · a2 vit cirkel · h2 svart cirkel · a1 vit cirkel · b1 vit cirkel · c1 vit cirkel · d1 vit cirkel · e1 vit cirkel · f1 vit cirkel · g1 vit cirkel · h1 svart cirkel | 4 |
| 3 | a8 vit cirkel · b8 svart cirkel · c8 svart cirkel · d8 svart cirkel · e8 svart cirkel · f8 svart cirkel · g8 svart cirkel · h8 svart cirkel · a7 vit cirkel · h7 svart cirkel · a6 vit cirkel · h6 svart cirkel · a5 vit cirkel · h5 svart cirkel · a4 vit cirkel · h4 svart cirkel · a3 vit cirkel · h3 svart cirkel · a2 vit cirkel · h2 svart cirkel · a1 vit cirkel · b1 vit cirkel · c1 vit cirkel · d1 vit cirkel · e1 vit cirkel · f1 vit cirkel · g1 vit cirkel · h1 svart cirkel | a8 vit cirkel · b8 svart cirkel · c8 svart cirkel · d8 svart cirkel · e8 svart cirkel · f8 svart cirkel · g8 svart cirkel · h8 svart cirkel · a7 vit cirkel · h7 svart cirkel · a6 vit cirkel · h6 svart cirkel · a5 vit cirkel · h5 svart cirkel · a4 vit cirkel · h4 svart cirkel · a3 vit cirkel · h3 svart cirkel · a2 vit cirkel · h2 svart cirkel · a1 vit cirkel · b1 vit cirkel · c1 vit cirkel · d1 vit cirkel · e1 vit cirkel · f1 vit cirkel · g1 vit cirkel · h1 svart cirkel | a8 vit cirkel · b8 svart cirkel · c8 svart cirkel · d8 svart cirkel · e8 svart cirkel · f8 svart cirkel · g8 svart cirkel · h8 svart cirkel · a7 vit cirkel · h7 svart cirkel · a6 vit cirkel · h6 svart cirkel · a5 vit cirkel · h5 svart cirkel · a4 vit cirkel · h4 svart cirkel · a3 vit cirkel · h3 svart cirkel · a2 vit cirkel · h2 svart cirkel · a1 vit cirkel · b1 vit cirkel · c1 vit cirkel · d1 vit cirkel · e1 vit cirkel · f1 vit cirkel · g1 vit cirkel · h1 svart cirkel | a8 vit cirkel · b8 svart cirkel · c8 svart cirkel · d8 svart cirkel · e8 svart cirkel · f8 svart cirkel · g8 svart cirkel · h8 svart cirkel · a7 vit cirkel · h7 svart cirkel · a6 vit cirkel · h6 svart cirkel · a5 vit cirkel · h5 svart cirkel · a4 vit cirkel · h4 svart cirkel · a3 vit cirkel · h3 svart cirkel · a2 vit cirkel · h2 svart cirkel · a1 vit cirkel · b1 vit cirkel · c1 vit cirkel · d1 vit cirkel · e1 vit cirkel · f1 vit cirkel · g1 vit cirkel · h1 svart cirkel | a8 vit cirkel · b8 svart cirkel · c8 svart cirkel · d8 svart cirkel · e8 svart cirkel · f8 svart cirkel · g8 svart cirkel · h8 svart cirkel · a7 vit cirkel · h7 svart cirkel · a6 vit cirkel · h6 svart cirkel · a5 vit cirkel · h5 svart cirkel · a4 vit cirkel · h4 svart cirkel · a3 vit cirkel · h3 svart cirkel · a2 vit cirkel · h2 svart cirkel · a1 vit cirkel · b1 vit cirkel · c1 vit cirkel · d1 vit cirkel · e1 vit cirkel · f1 vit cirkel · g1 vit cirkel · h1 svart cirkel | a8 vit cirkel · b8 svart cirkel · c8 svart cirkel · d8 svart cirkel · e8 svart cirkel · f8 svart cirkel · g8 svart cirkel · h8 svart cirkel · a7 vit cirkel · h7 svart cirkel · a6 vit cirkel · h6 svart cirkel · a5 vit cirkel · h5 svart cirkel · a4 vit cirkel · h4 svart cirkel · a3 vit cirkel · h3 svart cirkel · a2 vit cirkel · h2 svart cirkel · a1 vit cirkel · b1 vit cirkel · c1 vit cirkel · d1 vit cirkel · e1 vit cirkel · f1 vit cirkel · g1 vit cirkel · h1 svart cirkel | a8 vit cirkel · b8 svart cirkel · c8 svart cirkel · d8 svart cirkel · e8 svart cirkel · f8 svart cirkel · g8 svart cirkel · h8 svart cirkel · a7 vit cirkel · h7 svart cirkel · a6 vit cirkel · h6 svart cirkel · a5 vit cirkel · h5 svart cirkel · a4 vit cirkel · h4 svart cirkel · a3 vit cirkel · h3 svart cirkel · a2 vit cirkel · h2 svart cirkel · a1 vit cirkel · b1 vit cirkel · c1 vit cirkel · d1 vit cirkel · e1 vit cirkel · f1 vit cirkel · g1 vit cirkel · h1 svart cirkel | a8 vit cirkel · b8 svart cirkel · c8 svart cirkel · d8 svart cirkel · e8 svart cirkel · f8 svart cirkel · g8 svart cirkel · h8 svart cirkel · a7 vit cirkel · h7 svart cirkel · a6 vit cirkel · h6 svart cirkel · a5 vit cirkel · h5 svart cirkel · a4 vit cirkel · h4 svart cirkel · a3 vit cirkel · h3 svart cirkel · a2 vit cirkel · h2 svart cirkel · a1 vit cirkel · b1 vit cirkel · c1 vit cirkel · d1 vit cirkel · e1 vit cirkel · f1 vit cirkel · g1 vit cirkel · h1 svart cirkel | 3 |
| 2 | a8 vit cirkel · b8 svart cirkel · c8 svart cirkel · d8 svart cirkel · e8 svart cirkel · f8 svart cirkel · g8 svart cirkel · h8 svart cirkel · a7 vit cirkel · h7 svart cirkel · a6 vit cirkel · h6 svart cirkel · a5 vit cirkel · h5 svart cirkel · a4 vit cirkel · h4 svart cirkel · a3 vit cirkel · h3 svart cirkel · a2 vit cirkel · h2 svart cirkel · a1 vit cirkel · b1 vit cirkel · c1 vit cirkel · d1 vit cirkel · e1 vit cirkel · f1 vit cirkel · g1 vit cirkel · h1 svart cirkel | a8 vit cirkel · b8 svart cirkel · c8 svart cirkel · d8 svart cirkel · e8 svart cirkel · f8 svart cirkel · g8 svart cirkel · h8 svart cirkel · a7 vit cirkel · h7 svart cirkel · a6 vit cirkel · h6 svart cirkel · a5 vit cirkel · h5 svart cirkel · a4 vit cirkel · h4 svart cirkel · a3 vit cirkel · h3 svart cirkel · a2 vit cirkel · h2 svart cirkel · a1 vit cirkel · b1 vit cirkel · c1 vit cirkel · d1 vit cirkel · e1 vit cirkel · f1 vit cirkel · g1 vit cirkel · h1 svart cirkel | a8 vit cirkel · b8 svart cirkel · c8 svart cirkel · d8 svart cirkel · e8 svart cirkel · f8 svart cirkel · g8 svart cirkel · h8 svart cirkel · a7 vit cirkel · h7 svart cirkel · a6 vit cirkel · h6 svart cirkel · a5 vit cirkel · h5 svart cirkel · a4 vit cirkel · h4 svart cirkel · a3 vit cirkel · h3 svart cirkel · a2 vit cirkel · h2 svart cirkel · a1 vit cirkel · b1 vit cirkel · c1 vit cirkel · d1 vit cirkel · e1 vit cirkel · f1 vit cirkel · g1 vit cirkel · h1 svart cirkel | a8 vit cirkel · b8 svart cirkel · c8 svart cirkel · d8 svart cirkel · e8 svart cirkel · f8 svart cirkel · g8 svart cirkel · h8 svart cirkel · a7 vit cirkel · h7 svart cirkel · a6 vit cirkel · h6 svart cirkel · a5 vit cirkel · h5 svart cirkel · a4 vit cirkel · h4 svart cirkel · a3 vit cirkel · h3 svart cirkel · a2 vit cirkel · h2 svart cirkel · a1 vit cirkel · b1 vit cirkel · c1 vit cirkel · d1 vit cirkel · e1 vit cirkel · f1 vit cirkel · g1 vit cirkel · h1 svart cirkel | a8 vit cirkel · b8 svart cirkel · c8 svart cirkel · d8 svart cirkel · e8 svart cirkel · f8 svart cirkel · g8 svart cirkel · h8 svart cirkel · a7 vit cirkel · h7 svart cirkel · a6 vit cirkel · h6 svart cirkel · a5 vit cirkel · h5 svart cirkel · a4 vit cirkel · h4 svart cirkel · a3 vit cirkel · h3 svart cirkel · a2 vit cirkel · h2 svart cirkel · a1 vit cirkel · b1 vit cirkel · c1 vit cirkel · d1 vit cirkel · e1 vit cirkel · f1 vit cirkel · g1 vit cirkel · h1 svart cirkel | a8 vit cirkel · b8 svart cirkel · c8 svart cirkel · d8 svart cirkel · e8 svart cirkel · f8 svart cirkel · g8 svart cirkel · h8 svart cirkel · a7 vit cirkel · h7 svart cirkel · a6 vit cirkel · h6 svart cirkel · a5 vit cirkel · h5 svart cirkel · a4 vit cirkel · h4 svart cirkel · a3 vit cirkel · h3 svart cirkel · a2 vit cirkel · h2 svart cirkel · a1 vit cirkel · b1 vit cirkel · c1 vit cirkel · d1 vit cirkel · e1 vit cirkel · f1 vit cirkel · g1 vit cirkel · h1 svart cirkel | a8 vit cirkel · b8 svart cirkel · c8 svart cirkel · d8 svart cirkel · e8 svart cirkel · f8 svart cirkel · g8 svart cirkel · h8 svart cirkel · a7 vit cirkel · h7 svart cirkel · a6 vit cirkel · h6 svart cirkel · a5 vit cirkel · h5 svart cirkel · a4 vit cirkel · h4 svart cirkel · a3 vit cirkel · h3 svart cirkel · a2 vit cirkel · h2 svart cirkel · a1 vit cirkel · b1 vit cirkel · c1 vit cirkel · d1 vit cirkel · e1 vit cirkel · f1 vit cirkel · g1 vit cirkel · h1 svart cirkel | a8 vit cirkel · b8 svart cirkel · c8 svart cirkel · d8 svart cirkel · e8 svart cirkel · f8 svart cirkel · g8 svart cirkel · h8 svart cirkel · a7 vit cirkel · h7 svart cirkel · a6 vit cirkel · h6 svart cirkel · a5 vit cirkel · h5 svart cirkel · a4 vit cirkel · h4 svart cirkel · a3 vit cirkel · h3 svart cirkel · a2 vit cirkel · h2 svart cirkel · a1 vit cirkel · b1 vit cirkel · c1 vit cirkel · d1 vit cirkel · e1 vit cirkel · f1 vit cirkel · g1 vit cirkel · h1 svart cirkel | 2 |
| 1 | a8 vit cirkel · b8 svart cirkel · c8 svart cirkel · d8 svart cirkel · e8 svart cirkel · f8 svart cirkel · g8 svart cirkel · h8 svart cirkel · a7 vit cirkel · h7 svart cirkel · a6 vit cirkel · h6 svart cirkel · a5 vit cirkel · h5 svart cirkel · a4 vit cirkel · h4 svart cirkel · a3 vit cirkel · h3 svart cirkel · a2 vit cirkel · h2 svart cirkel · a1 vit cirkel · b1 vit cirkel · c1 vit cirkel · d1 vit cirkel · e1 vit cirkel · f1 vit cirkel · g1 vit cirkel · h1 svart cirkel | a8 vit cirkel · b8 svart cirkel · c8 svart cirkel · d8 svart cirkel · e8 svart cirkel · f8 svart cirkel · g8 svart cirkel · h8 svart cirkel · a7 vit cirkel · h7 svart cirkel · a6 vit cirkel · h6 svart cirkel · a5 vit cirkel · h5 svart cirkel · a4 vit cirkel · h4 svart cirkel · a3 vit cirkel · h3 svart cirkel · a2 vit cirkel · h2 svart cirkel · a1 vit cirkel · b1 vit cirkel · c1 vit cirkel · d1 vit cirkel · e1 vit cirkel · f1 vit cirkel · g1 vit cirkel · h1 svart cirkel | a8 vit cirkel · b8 svart cirkel · c8 svart cirkel · d8 svart cirkel · e8 svart cirkel · f8 svart cirkel · g8 svart cirkel · h8 svart cirkel · a7 vit cirkel · h7 svart cirkel · a6 vit cirkel · h6 svart cirkel · a5 vit cirkel · h5 svart cirkel · a4 vit cirkel · h4 svart cirkel · a3 vit cirkel · h3 svart cirkel · a2 vit cirkel · h2 svart cirkel · a1 vit cirkel · b1 vit cirkel · c1 vit cirkel · d1 vit cirkel · e1 vit cirkel · f1 vit cirkel · g1 vit cirkel · h1 svart cirkel | a8 vit cirkel · b8 svart cirkel · c8 svart cirkel · d8 svart cirkel · e8 svart cirkel · f8 svart cirkel · g8 svart cirkel · h8 svart cirkel · a7 vit cirkel · h7 svart cirkel · a6 vit cirkel · h6 svart cirkel · a5 vit cirkel · h5 svart cirkel · a4 vit cirkel · h4 svart cirkel · a3 vit cirkel · h3 svart cirkel · a2 vit cirkel · h2 svart cirkel · a1 vit cirkel · b1 vit cirkel · c1 vit cirkel · d1 vit cirkel · e1 vit cirkel · f1 vit cirkel · g1 vit cirkel · h1 svart cirkel | a8 vit cirkel · b8 svart cirkel · c8 svart cirkel · d8 svart cirkel · e8 svart cirkel · f8 svart cirkel · g8 svart cirkel · h8 svart cirkel · a7 vit cirkel · h7 svart cirkel · a6 vit cirkel · h6 svart cirkel · a5 vit cirkel · h5 svart cirkel · a4 vit cirkel · h4 svart cirkel · a3 vit cirkel · h3 svart cirkel · a2 vit cirkel · h2 svart cirkel · a1 vit cirkel · b1 vit cirkel · c1 vit cirkel · d1 vit cirkel · e1 vit cirkel · f1 vit cirkel · g1 vit cirkel · h1 svart cirkel | a8 vit cirkel · b8 svart cirkel · c8 svart cirkel · d8 svart cirkel · e8 svart cirkel · f8 svart cirkel · g8 svart cirkel · h8 svart cirkel · a7 vit cirkel · h7 svart cirkel · a6 vit cirkel · h6 svart cirkel · a5 vit cirkel · h5 svart cirkel · a4 vit cirkel · h4 svart cirkel · a3 vit cirkel · h3 svart cirkel · a2 vit cirkel · h2 svart cirkel · a1 vit cirkel · b1 vit cirkel · c1 vit cirkel · d1 vit cirkel · e1 vit cirkel · f1 vit cirkel · g1 vit cirkel · h1 svart cirkel | a8 vit cirkel · b8 svart cirkel · c8 svart cirkel · d8 svart cirkel · e8 svart cirkel · f8 svart cirkel · g8 svart cirkel · h8 svart cirkel · a7 vit cirkel · h7 svart cirkel · a6 vit cirkel · h6 svart cirkel · a5 vit cirkel · h5 svart cirkel · a4 vit cirkel · h4 svart cirkel · a3 vit cirkel · h3 svart cirkel · a2 vit cirkel · h2 svart cirkel · a1 vit cirkel · b1 vit cirkel · c1 vit cirkel · d1 vit cirkel · e1 vit cirkel · f1 vit cirkel · g1 vit cirkel · h1 svart cirkel | a8 vit cirkel · b8 svart cirkel · c8 svart cirkel · d8 svart cirkel · e8 svart cirkel · f8 svart cirkel · g8 svart cirkel · h8 svart cirkel · a7 vit cirkel · h7 svart cirkel · a6 vit cirkel · h6 svart cirkel · a5 vit cirkel · h5 svart cirkel · a4 vit cirkel · h4 svart cirkel · a3 vit cirkel · h3 svart cirkel · a2 vit cirkel · h2 svart cirkel · a1 vit cirkel · b1 vit cirkel · c1 vit cirkel · d1 vit cirkel · e1 vit cirkel · f1 vit cirkel · g1 vit cirkel · h1 svart cirkel | 1 |
|   | a | b | c | d | e | f | g | h |   |

Ming mang, även kallat mig mang, är ett tibetanskt brädspel för två personer. Spelet har vissa likheter med det kommersiella spelet Othello. 
Traditionellt används ett spelbräde som liknar det som hör till det japanska spelet go, men ming mang kan också spelas på ett schackbräde. Vid spelets början har de båda deltagarna spelpjäser placerade längs brädets ytterrader, och ytterligare pjäser till hands vid sidan om. 
Spelarna turas om att flytta en av sina pjäser ett valfritt antal steg längs en vågrätt eller lodrätt rad till en tom ruta, men det är inte tillåtet att hoppa över någon annan pjäs. Man erövrar en motspelarpjäs genom att stänga in den mellan två av sina egna pjäser; samma sak gäller om två eller flera motspelarpjäser ligger i rad intill varandra. När man erövrat en pjäs plockar man bort den, och på dess plats placerar man i stället en av sina egna pjäser.
En spelare vinner genom att erövra motspelarens alla pjäser, alternativt alla pjäser utom de som står på hörnrutor och inte kan flyttas.